# Central City (Nebraska)
Central City ist eine Stadt und der County Seat des Merrick County im US-Bundesstaat Nebraska.

## Geschichte
Ursprünglich wurde Central City unter dem Namen Lone Tree 1866 gegründet. Als die Union Pacific Railroad ihr Schienennetz im Merrick County erweiterte, bildete sich Lone Tree schnell zu einer größeren Gemeinde aus. Es wurde zum County Seat gewählt. Da man den Namen der Stadt für nicht geeignet hielt weitere Siedler anzulocken, wurde der Name am 1. Juli 1875 offiziell in Central City geändert. Da 1880 auch noch die Burlington & Missouri River Railroad die Stadt erreichte, stieg die Einwohnerzahl weiter. Es entstanden Geschäfte, Hotels, zwei Zeitungen und mehrere Fabriken. 1885 wurde ein College errichtet, das heute Teil des Campus der Nebraska Christian High School ist.

## Geographie
Central City liegt am Nordufer des Platte River, am Nebraska State Route 14 und dem U.S. Highway 30 (Teil des historischen Lincoln Highway). Die Interstate 80 liegt ca. 27 km südlich. Die nächste größere Stadt ist Grand Island in ca. 35 km Entfernung.

## Demographie
Laut United States Census 2000 hat Central City 2998 Einwohner, davon 1402 Männer und 1596 Frauen.

## Sonstiges
- 1910 wurde der berühmte amerikanische Autor Wright Morris in Central City geboren.